# FFSA Silhouette
La FFSA Silhouette est une catégorie de sport automobile créée en 2000 par la Fédération française du sport automobile (FFSA) pour remplacer l'ancienne catégorie FIA Supertourisme, jugée trop coûteuse, dans le Championnat de France de Supertourisme.
Contrairement aux anciennes Supertourismes, les Silhouette ne sont pas dérivées de voitures de série. Ce sont des voitures à châssis tubulaire équipées de moteurs six-cylindres de 3 000 cm3 placés en position centrale arrière, à propulsion. Leurs carrosseries, en fibre de carbone, évoquent un modèle de série de la même marque que leurs moteurs (exemple: carrosserie de Peugeot 407 pour une Silhouette à moteur Peugeot).
La catégorie sera utilisée jusqu'à la fin du Championnat de France de Supertourisme en 2005. Cette catégorie a également été reprise au Trophée Andros (avec comme principale différence, l'adoption d'une transmission intégrale), et en Belgique, pour le championnat Belgian Procar, puis pour son successeur le Belgian Touring Car Series (en), où elle est la catégorie phare. La règlementation a inspiré Renault pour créer l'Eurocup Mégane Trophy, où courent des Silhouettes Mégane RS II coupé.